# Sara Eriksson (fotbollsspelare)
Sara Eriksson, född 9 juni 2003, är en svensk fotbollsspelare.

## Biografi
Sara Eriksson representerar sedan 2024 Linköping FC dit hon kom från Piteå. Hon representerar även det svenska landslaget där hon har spelat på olika ungdomsnivåer.